# ゆらめき IN THE AIR
「ゆらめき IN THE AIR」（ゆらめき イン ジ エアー）は、日本のバンド・フィッシュマンズの楽曲であり、14枚目のシングルである。1998年12月2日発売。発売元はユニバーサルミュージック。

## 概要
- CD版と12インチレコードが同時に発売された。CD版は表題曲のみを収録した「ワン・トラック・シングル」として発売された。なお、CD自体は8cmであるが、ケース/ジャケットは12cmCDサイズである。レコード版にのみ「backing track」としてヴォーカル抜きのヴァージョンも収録されている。
- 結果的に佐藤伸治が生前最後に新曲として発表した楽曲・シングルとなった。ベスト盤『Aloha Polydor』に収録されたほか、『98.12.28 男達の別れ』には本作のライヴ・ヴァージョンが収録されている。
- レコーディング＆ミキシング・エンジニアは西川一三。

## 収録曲
1. ゆらめき IN THE AIR
作詞・作曲：佐藤伸治／編曲：フィッシュマンズ
2. ゆらめき IN THE AIR (backing track)
作曲：佐藤伸治／編曲：フィッシュマンズ
※12インチレコード版にのみ収録。

## 参加ミュージシャン
- 佐藤伸治 - ボーカル、ギター
- 柏原譲 - ベース、コーラス
- 茂木欣一 - ドラムス、コーラス
- HONZI - キーボード、ヴァイオリン、コーラス
- ダーツ関口 - ギター、コーラス